# Smrekovica (geomorfologický podcelek)
Smrekovica je geomorfologický podcelek pohoří Branisko. Zabírá jeho severní polovinu a nachází se tam nejvyšší hora pohoří - Smrekovica (1200 m n. m.).

## Vymezení
Podcelek je od zbytku pohoří oddělen sedlem Branisko a údolím říčky Svinka. Ta vymezuje hranici s podcelkem Słubice, která je tak jižním sousedem Smrekovice. Na jihozápadě se území dotýkají Medvedie chrbty, podcelek Hornádské kotliny, na západě jsou to Levočské vrchy s podcelkem Levočské planiny, na severu a východě pohoří Bachureň a jihovýchodně navazuje Šarišská vrchovina. 

## Nejvyšší vrchy
- Smrekovica (1200 m n. m.) - nejvyšší vrch pohoří
- Patria (1170 m n. m.)
- Nad Bučom (1104 m n. m.)
- Zvolanská (1064 m n. m.)
- Petrova hora (1046 m n. m.)

## Ochrana přírody
Nacházejí se zde chráněná území Kamenná Baba, Salvátorské lúky a Šindliar. 

## Doprava
Pohoří vytváří výraznou přírodní bariéru a sedlem Branisko prochází spojnice Spiše a Šariše. Od roku 2003 vede napříč pohořím v trase dálnice D1 tunel Branisko, který výrazně odlehčil dopravu na silnici I/18 horským sedlem.